# Михайло-Коцюбинська селищна територіальна громада
Михайло-Коцюбинська селищна територіальна громада — територіальна громада в Україні, в Чернігівському районі Чернігівської області. Адміністративний центр — селище Михайло-Коцюбинське.
Площа громади — 434,29 км², населення — 8495 мешканців (2018).
Утворена 2 вересня 2016 року шляхом об'єднання Михайло-Коцюбинської селищної ради та Андріївської, Ведильцівської, Жукотківської, Кархівської, Левковицької, Пльохівської, Шибирінівської сільських рад Чернігівського району.
16 листопада 2018 року добровільно приєдналися Дніпровська, Ковпитська та Мньовська сільські ради.
Відповідно до розпорядження Кабінету Міністрів України № 730-р від 12 червня 2020 року «Про визначення адміністративних центрів та затвердження територій територіальних громад Чернігівської області», до складу громади була включена територія Пакульської сільської ради 
Чернігівського району .

## Населені пункти
До складу громади входять 3 селища (Михайло-Коцюбинське, Ревунів Круг, Центральне) і 39 сіл: Андріївка, Антоновичі, Бірки, Ведильці, Гірманка, Глядин, Дніпровське, Жидиничі, Жукотки, Завод, Загатка, Зайці, Кархівка, Ковпита, Кругле, Левковичі, Левоньки, Леньків Круг, Линея, Льгів, Льгівка, Малійки, Мньов, Москалі, Пакуль, Папірня, Пильня, Пльохів, Повідов, Прохорів, Пустинки, Рудня, Семенягівка, Скугарі, Старик, Храпате, Шибиринівка, Шмаївка та Шульгівка.

## Старостинські округи
- Андріївський
- Ведильцівський
- Дніпровський
- Жукотківський
- Кархівський
- Ковпитський
- Левковицький
- Мньовський
- Пакульський
- Шибиринівський[3]